# グックスハーゲン
グックスハーゲン (ドイツ語: Guxhagen) は、ドイツ連邦共和国ヘッセン州北部シュヴァルム＝エーダー郡に属す町村（以下、本項では便宜上「町」と記述する）である。

## 地理

### 位置
グックスハーゲンは、カッセルの南約 15 km、ハービヒツヴァルト自然公園とマイスナー＝カウフンゲンの森との間のフルダ川沿いに位置している。

### 隣接する市町村
グックスハーゲンは、北西はバウナタール、北はフルダブリュック、北東と東はゼーレヴァルト（以上、3市町村はいずれもカッセル郡）、南はケルレ、南西はフェルスベルク、西はフルダ川とエーダー川とをはさんでエーダーミュンデと境を接する（以上、3市町村はいずれもシュヴァルム＝エーダー郡）。

### 自治体の構成
グックスハーゲンは以下の地区からなる。
- アルプスハウゼン
- ブライテナウ
- ビューヒェンヴェラ
- エレンベルク
- グレーベナウ
- グックスハーゲン
- ヴォルローデ

## 歴史

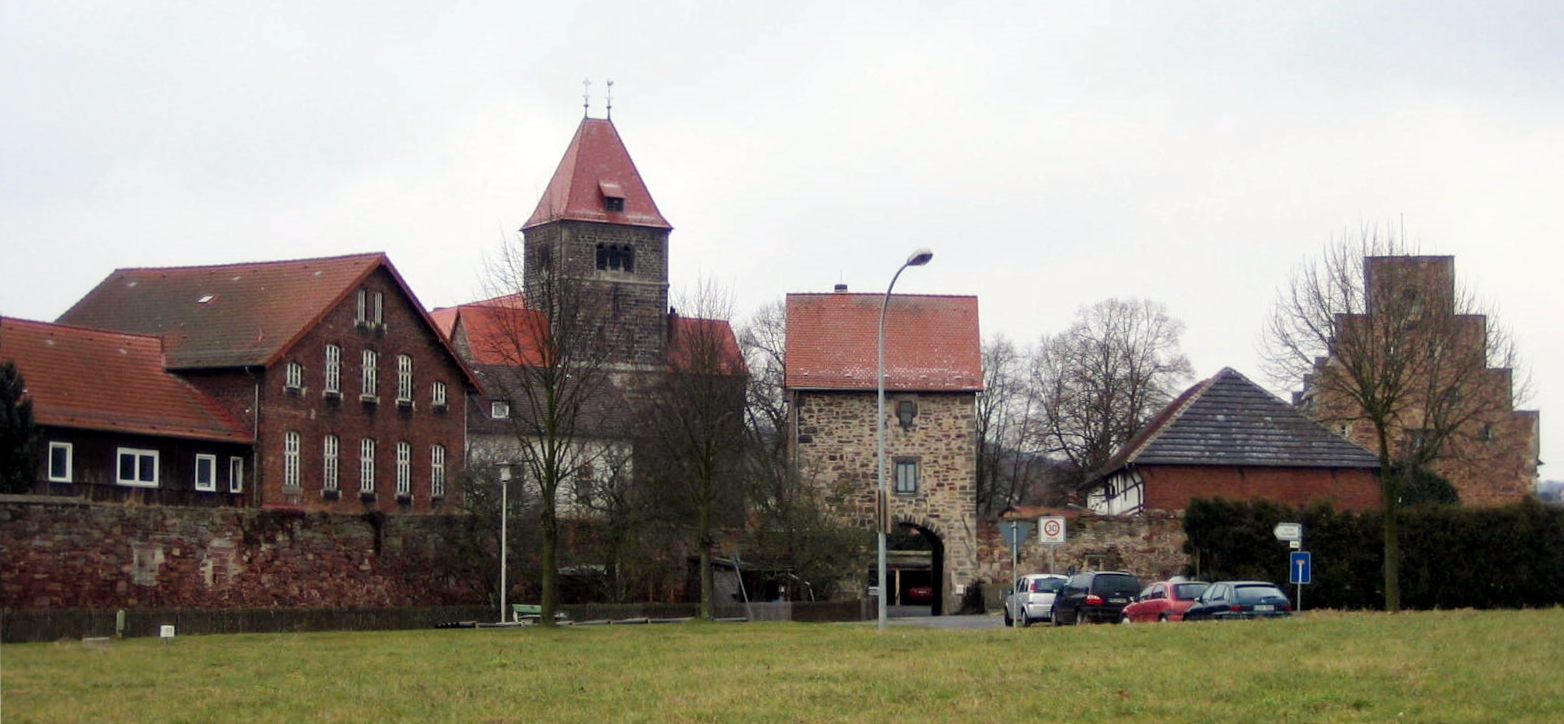
ブライテナウ修道院

この地域での定住は、新石器時代に遡る。エレンベルクには、先史時代、紀元前1800年頃の装飾を施されたメンヒルが発見された。
ブライテナウ修道院は、1113年にヴェルナー4世・フォン・グリュニンゲンによって創設された。1119年に修道院長ドルトヴィンとともにベネディクト会修道士がシュヴァーベン地方ナゴルト川沿いのヒルザウ修道院（現在はカルフ市内）からここに移った。1526年のヘッセン方伯フィリップ1世による宗教改革の影響でブライテナウ修道院は、1527年10月に廃止された。グックスハーゲンは1527年にプロテスタント化されたのである。
グックスハーゲン集落は、1352年に「Kukushayn」という表記で初めて文献に記録された。Kukushayn の住民ヴェルナー・ルーフフス（またはクレーエンフス）が、Buchenwerde（現在のビューヒェンヴェラ）村の農地をブライテナウの信心深い兄弟や人々に譲渡したというのである。この集落の名前は時代と共に、Kukushayn（1352年）、Guckishain （1357年）、Guczhan（1415年）、Guxhaene（1500年）、Guxgeshagen（1525年）、Guxhain（1579年）、Guxhagen（1579年）と変遷した。
1513年、オーバーホーフ付近に礼拝堂が建設された。1579年には、初めて人口に関する記述が遺されている。当時、この村には 74世帯があった。最初の学校は、1596年に記録されている。1601年から1850年まで、カッセルとヘルスフェルトとの間のフルダ川で船舶による航行がなされていた。
三十年戦争では、1626年にブライテナウ修道院がバイエルンの将軍ティリー伯ヨハン・セルクラエスの軍勢によって略奪された。教会の3つの鐘と図書館は強奪された。グックスハーゲンも略奪と破壊を受けた。1637年から1640年まではヨハン・ルートヴィヒ・ヘクター・フォン・イゾラーニが率いるクロアチア軍に占領された。1640年にオクタヴィオ・ピッコロミーニがこの村に来た時、修道院の建築群は教会、礼拝堂と石造建造物を遺すだけとなっていた。それ以外の建物は焼失していた。修道院の建物はその後、厩舎や穀物倉庫として利用された。
1756年から1763年の七年戦争では、また新たな破壊がなされた。共同体の森である Hundsfurth は半分が切り倒され、焼き払われた。修道院施設の一部と橋は破壊された。
1840年に隣村に通じる敷石のある道が整備された。1845年7月1日にマイン＝ヴェーザー鉄道の建設が始まった。この工事はベルギー人エンジニア Frans Splingard によってなされた。初めにシュティークベルクのトンネル (433 m) が着工された。1846年には 7000人の労働者がこの鉄道建設に従事した。この鉄道のグックスハーゲン - ベーブラ間は1848年9月18日に営業を開始した。カッセル＝ヴィルヘルムスヘーエまでの区間は、グンタースハウゼンの橋梁建設によって1849年12月19日に開通した。この路線は初め単線であったが、1873年/1874年に複線化された。
普仏戦争の間、1871年には 750人のフランス人戦争捕虜がブライテナウ修道院に収監された。
1883年から1884年に、グックスハーゲンとブライテナウとの間のフルダ川に橋が架けられた。フルダ川の橋が建設されるまでは、両集落間の往来は渡船や渡渉によっていた。1890年にこの町で最初の薬局ができた。水道の工事は1900年頃に始まった。1914年、ブライテナウ修道院の近くに新しい水車が建設された。この水車は1916年/1917年から 2基のタービンで発電を行い、1920年代までブライテナウの他にグックスハーゲンにも電力を供給した。
1935年から1937年まで、現在の連邦アウトバーン A7号線にあたる帝国アウトバーンが建設された。しかし、グックスハーゲンに公式のインターチェンジが設けられたのは1973年12月20日になってからであった。
「ブライテナウ追憶の地」は、かつてのブライテナウ強制収容所（1933 - 1934年、1940 - 1945年）を記念したものである。それは、ブライテナウ地区の修道院の旧十分の一税倉庫、現在の精神科病院の敷地内にある。しかし、グックスハーゲンの町政当局は、かつての強制収容所所長の名前にちなんだ「ハインリヒ・クリマー通り」という名称を改称するための手段を何一つ講じていない。日刊紙「ディ・ヴェルト」のインタビューの中で、このユダヤ人迫害に関与したナチス幹部に対して、多くの住民が強い敬意を口にしている。
1964年から1965年にミッテルプンクトシューレ（学校）が建設された。この学校は1971年に統合型総合学校となった。1971年から1972年に最初の幼稚園が造られた。1985年には大きな体育館がグックスハーゲンに造られた。バイパス道路の建設に伴って1980年から1982年に、修道院の南側にフルダ川を渡る新しい橋が架けられ、グックスハーゲン墓地までの道が建設された。この道はグリフテ、グックスハーゲン、ケルレの各地区を互いに結んでいる。1990年には墓地からシュティークベルクまでの区間が完成した。ICE高速鉄道の路線は、1986年から1991年までの間にグックスハーゲンとヴォルローデとの間で建設された。
現在の自治体グックスハーゲンは、1970年代のヘッセン州の地域改革に伴って、それまでのグックスハーゲン、アルプスハウゼン、ビューヒェンヴェラ、エレンベルク、グレーベナウ、ヴォルローデが合併して成立した。

## 行政

### 議会
グックスハーゲンの町議会は、31議席からなる。

### 首長
グックスハーゲンで直接選挙により選出された最初の町長は、1994年から2003年までこの職にあったヴィンフリート・ベッカー (SPD) であった。ベッカーは、その任期終了後シュヴァルム＝エーダー郡の副郡長に就任した。
ベッカーの後任には、2003年3月30日に無所属のエドガー・スラヴィクが選出され、2008年11月2日と2014年11月9日の選挙でそれぞれ再選された。2020年11月8日の町長選挙ではズザンネ・シュナイダーが 82.88 % の票を獲得して新たな町長に選出された。

## 文化と見所

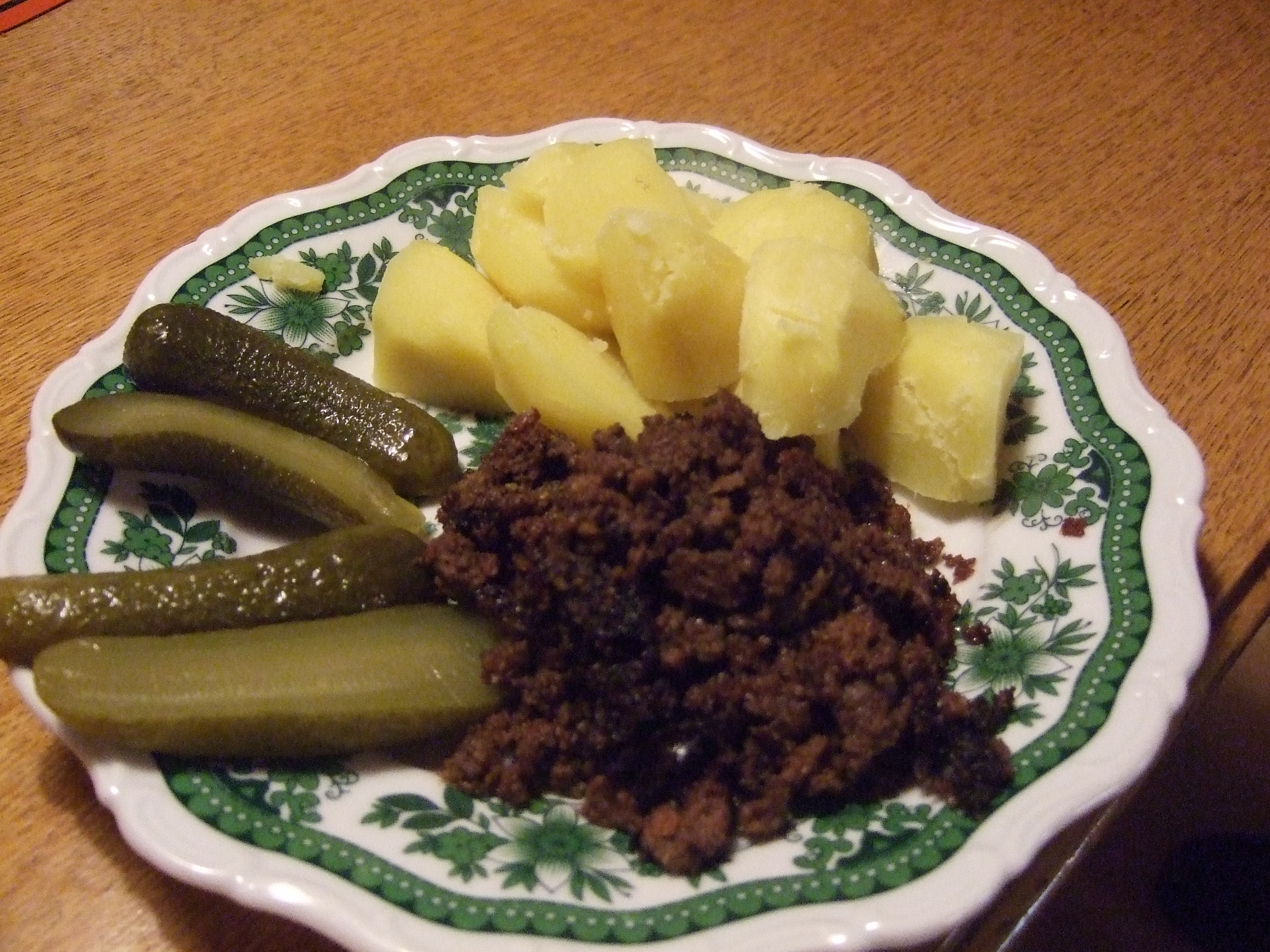
ヴェッケヴェルク

### 料理
グックスハーゲンでは、他の周辺地域と同様、伝統的な北ヘッセン料理が人気である。特に以下のような肉料理、ソーセージが挙げられる。
- アーレ・ヴルスト
- 有名なヴェッケヴェルク（挽肉料理）
- 血とレバーの入ったソーセージ

これらは、現在でも一部は家庭で作られる。また、典型的でとても人気があるのが、この町で供されるシュラハテエッセンである。

## 経済と社会資本

### 交通
グックスハーゲンは連邦道 B83号線と連邦アウトバーン A7号線（カッセル - バート・ヘルスフェルト）に面している。
この町は北ヘッセン交通連盟に加盟しており、町内でデマンドバスを運行している。フリードリヒ＝ヴィルヘルムス北鉄道に面した駅は、カッセルのレギオトラムおよび cantus 交通会社の近郊列車が発着する。
ヘッセン州のフルダ自転車道（ヘッセン自転車道 R1号線）がこの町の中央を走っている。

### 教育
この町には、基礎課程学校が1校と総合学校が1校ある。グックスハーゲンとエレンベルクには町立図書館がある。

## 人物

### 出身者
- フリードリヒ・パウルス（1890年 - 1957年）第二次世界大戦中の陸軍元帥

## 引用
1. ↑  Hessisches Statistisches Landesamt: Bevölkerung in Hessen am 31.12.2023 (Landkreise, kreisfreie Städte und Gemeinden, Einwohnerzahlen auf Grundlage des Zensus 2011)]
2. ↑  "Für viele bräuchte man heute auch so ein Lager"（2011年11月17日 内容確認）
3. ↑  Bürgermeisterwahlen in Guxhagen（2011年11月17日 内容確認）
4. ↑  “Bürgermeisterwahl Gemeinde Guxhagen am 08-11-2020”. 2022年3月3日閲覧。